# Гернси (округ)
Округ Гернси (англ. Guernsey County) располагается в штате Огайо, США. Официально образован 31 января 1810 года. По состоянию на 2010 год, численность населения составляла 40 087 человек.

## География
По данным Бюро переписи США, общая площадь округа равняется 1 368,298 км2, из которых 1 352,629 км2 суша и 15,670 км2 или 1,150 % это водоёмы.

## Население
По данным переписи населения 2000 года в округе проживает 40 792 жителей в составе 16 094 домашних хозяйств и 11 233 семей. Плотность населения составляет 30,00 человек на км2. На территории округа насчитывается 18 771 жилых строений, при плотности застройки около 14,00-ти строений на км2. Расовый состав населения: белые — 96,28 %, афроамериканцы — 1,53 %, коренные американцы (индейцы) — 0,31 %, азиаты — 0,30 %, гавайцы — 0,00 %, представители других рас — 0,22 %, представители двух или более рас — 1,36 %. Испаноязычные составляли 0,62 % населения независимо от расы.
В составе 32,40 % из общего числа домашних хозяйств проживают дети в возрасте до 18 лет, 53,90 % домашних хозяйств представляют собой супружеские пары проживающие вместе, 11,40 % домашних хозяйств представляют собой одиноких женщин без супруга, 30,20 % домашних хозяйств не имеют отношения к семьям, 26,10 % домашних хозяйств состоят из одного человека, 11,20 % домашних хозяйств состоят из престарелых (65 лет и старше), проживающих в одиночестве. Средний размер домашнего хозяйства составляет 2,50 человека, и средний размер семьи 3,00 человека.
Возрастной состав округа: 26,20 % моложе 18 лет, 7,90 % от 18 до 24, 27,50 % от 25 до 44, 24,00 % от 45 до 64 и 24,00 % от 65 и старше. Средний возраст жителя округа 38 лет. На каждые 100 женщин приходится 94,50 мужчин. На каждые 100 женщин старше 18 лет приходится 91,40 мужчин.
Средний доход на домохозяйство в округе составлял 30 110 USD, на семью — 35 660 USD. Среднестатистический заработок мужчины был 30 142 USD против 20 804 USD для женщины. Доход на душу населения составлял 15 542 USD. Около 12,90 % семей и 16,00 % общего населения находились ниже черты бедности, в том числе — 21,50 % молодежи (тех, кому ещё не исполнилось 18 лет) и 12,30 % тех, кому было уже больше 65 лет.